# Данило, Богдан Иван
Богдан Иван Данило (укр. Богдан Іван Данило, англ. Bohdan John Danylo; 27 мая 1971, Гижицко, Польша) — епископ Украинской Греко-Католической Церкви, епископ Пармский.

## Биографические сведения
Родился 27 мая 1971 года в городе Гижицко Сувальского воеводства (после административно-территориальной реформы 1999 года в составе Варминско-Мазурского воеводства, Польша). Вырос в Перемышле, где получил начальное и среднее образование.
После окончания лицея в 1990 году поступил в Митрополичью семинарию в Люблине. Кроме того, изучал философию в Люблинском католическом университете.
В 1992 году эмигрировал с семьей в США, где продолжил богословское образование в Католическом университете Америки, прихиваля в украинской католической семинарии святого Иосафата в Вашингтоне. В 1996 году получил степень бакалавра богословия.
1 октября 1996 года в часовне Стэмфордской семинарии святого Василия Великого епископом Стемфордским Василием Лостеном рукоположен в священники. Через год стал сотрудником в церкви святого Михаила в Хартфорде (Коннектикут).
В 1997 году назначен префектом студентов и прокуратором колледжа при Семинарии святого Василия. С 2001-го по 2004 год — вице-ректор колледжа Семинарии св. Василия.
В 2004—2005 годы продолжил богословское образование и получил степень лиценциата богословия в Папском университете святого Фомы Аквинского в Риме. По возвращении в Стемфордскую епархии в сентябре 2005 года был назначен ректором Стемфордской семинарии святого Василия Великого.
12 августа 2007 года епископ Стемфордский Павел Хомницкий предоставил ему титул «преподобный протоиерей».
Был секретарем Патриаршей комиссии духовенства в Украинской Греко-Католической Церкви, членом рабочей группы по внедрению Стратегии развития УГКЦ до 2020 года «Живой приход — место встречи с живым Христом», директором Ассоциации украинских католиков в Америке и членом Лиги украинских католиков Америки.
7 августа 2014 папа Франциск назначил протоиерея Богдана Данилу епископом Пармским УГКЦ. Хиротония и интронизация состоялись 4 ноября 2014 года в кафедральном соборе святого священномученика Иосафата в Парме. Хиротонию возглавил Глава УГКЦ Святослав Шевчук, ему сослужили епископ Стемфордский Павел Хомницкий и прежний апостольский администратор Пармской епархии, епископ-помощник Филадельфийской архиепархии Иван Бура.